# Thilly Weissenborn
Margarethe Mathilde (Thilly) Weissenborn (Kediri, 22 maart 1889 – Baarn, 28 oktober 1964) was een Nederlandse fotografe. Zij is bekend als de eerste vrouwelijke beroepsfotograaf in Nederlands-Indië.

## Levensloop
Weissenborn werd geboren op Oost-Java, waar haar Duits-Nederlandse ouders een koffieplantage hadden. Vanaf 1893 groeide ze op in Den Haag. In 1913 vertrok zij weer naar Java waar ze in dienst trad van Atelier Kurkdjian. In 1917 werd de fotografe hoofd van Atelier Lux, een foto-atelier in Garoet op Oostelijk Java. In 1920 werd Thilly Weissenborn eigenaresse van atelier Lux.

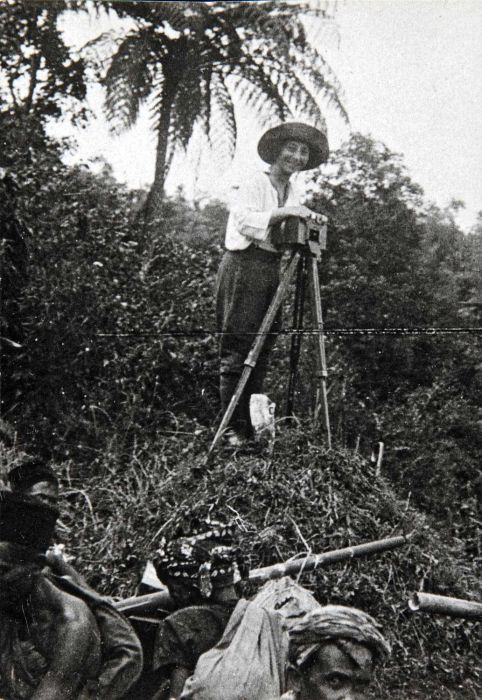
Op de vulkaan Guntur
(1926), Wereldmuseum Amsterdam

In 1922 bezocht Louis Couperus Nederlands-Indië. Hij had de opdracht meegekregen om foto's te verzamelen voor de uitgave van zijn verzamelde reisbrieven. Dat boek zou Oostwaarts gaan heten. Couperus kreeg bij haar atelier 20 foto’s. Hij vond deze "prachtig" en "met groote kunst uitgevoerd". Ze gaven volgens Couperus "de stemmingen der natuur in dichterlijke belichting weêr". Niet alle foto's in het boek zijn van Thilly Weissenborn en haar atelier. Ook Karl Josef John en Atelier Nieuwenhuis in Padang leverden foto's.
Thilly Weissenborn maakte portretten maar, zo schrijft het Tropenmuseum, ook technisch perfecte foto's van gebouwen en interieurs. Haar foto's van landschappen en geënsceneerde buitentaferelen vallen op door hun idyllische karakter. In 1943 werd Thilly Weissenborn gedeporteerd naar het jappenkamp Kareës in Bandoeng. Na de Tweede Wereldoorlog werd de stad Garoet door brand verwoest en in 1947 werd haar atelier tijdens de Eerste Politionele Actie verwoest. De kwetsbare glasnegatieven gingen daarbij verloren. Thilly Weissenborn huwde na de oorlog Nico Wijnmalen en het echtpaar verhuisde naar Bandoeng. In 1956 moesten zij Indonesië gedwongen verlaten en zij repatrieerden naar Nederland, waar Thilly Wijnmalen-Weissenborn op 28 oktober 1964 in Baarn overleed. Het Tropenmuseum bezit een album met afdrukken van haar werk.

## Galerij

Weissenborn retoucheert een foto bij Atelier Kurkdjian, Surabaya (ca. 1915), Ohannes Kurkdjian, UB Leiden
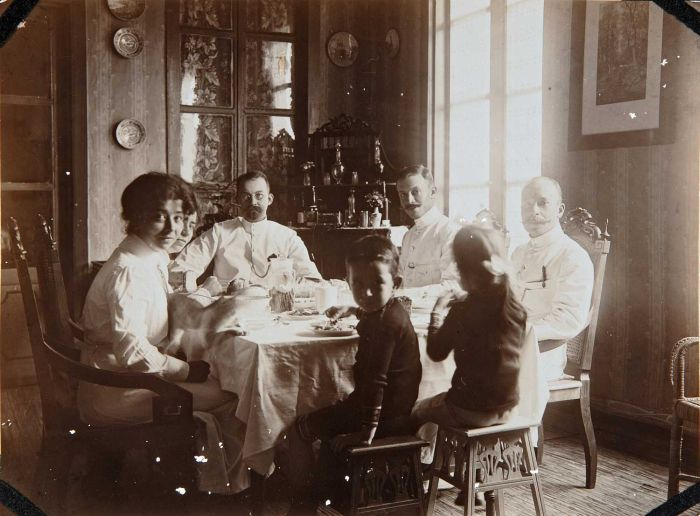
Met zus Marie Da Paula en broers Oscar en Theo en anderen aan tafel in Nederlands-Indië (1910-1920), Tropenmuseum
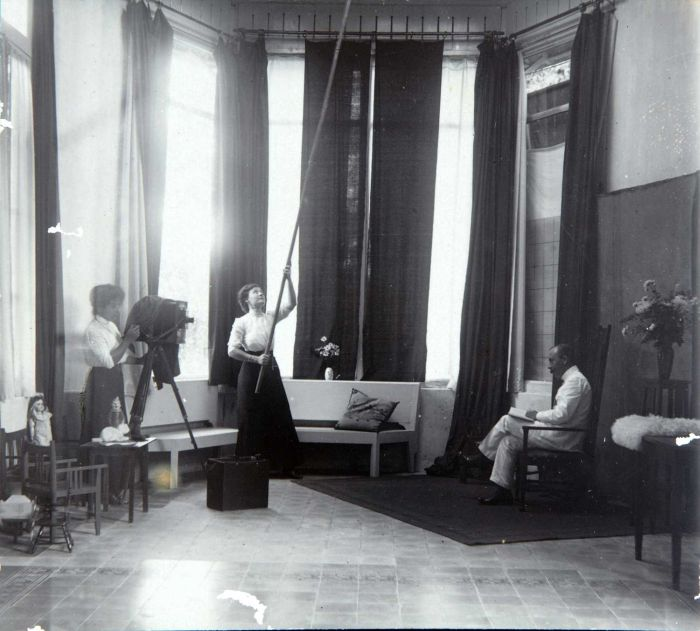
Weissenborn bereidt een foto van haar broer voor (1910-1930), Tropenmuseum
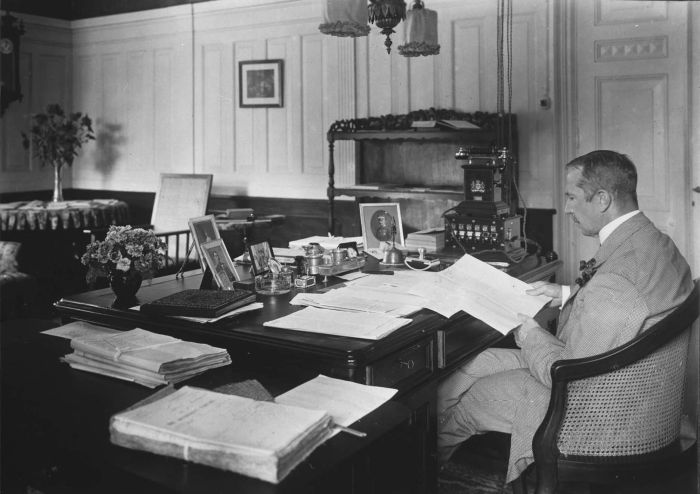
De Gouverneur-Generaal achter het bureau in zijn zomerverblijf Tjipanas West-Java (1921), Tropenmuseum
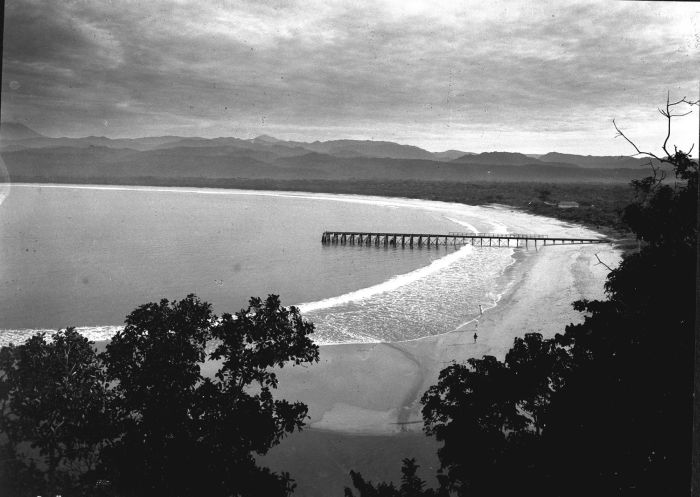
Baai van Pameungpeuk op West-Java, met pier en voormalig strandhotel (ca. 1925), Tropenmuseum
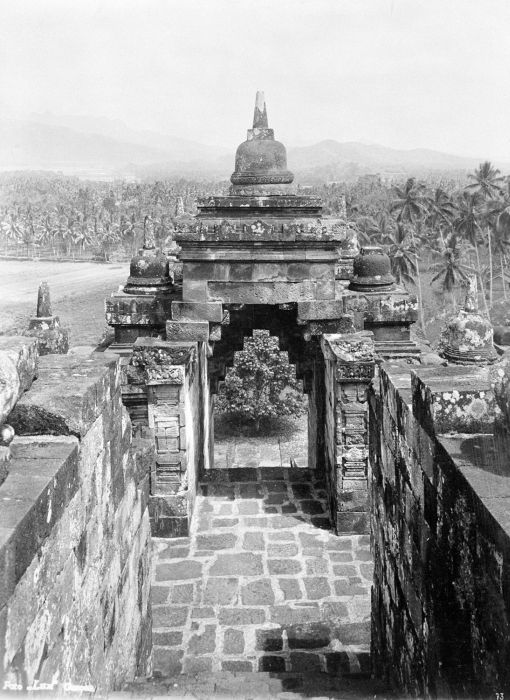
Poort Boroboedoer (1920-1940), Tropenmuseum
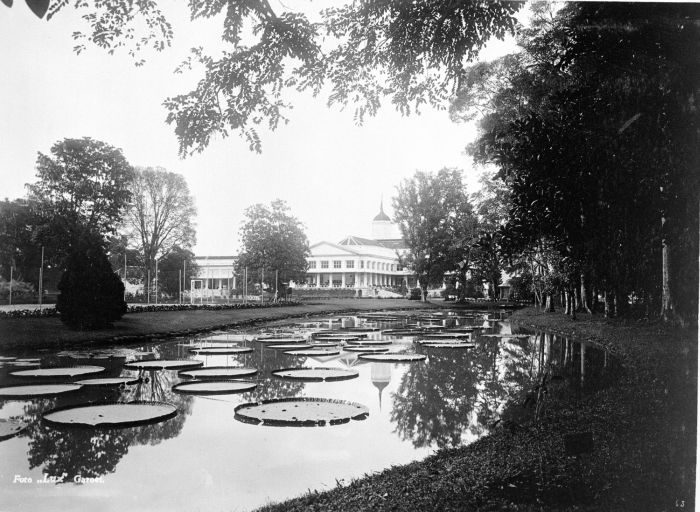
Achterzijde van het paleis van de Gouverneur Generaal in 's Lands Plantentuin, Bogor (1920-1940), Tropenmuseum
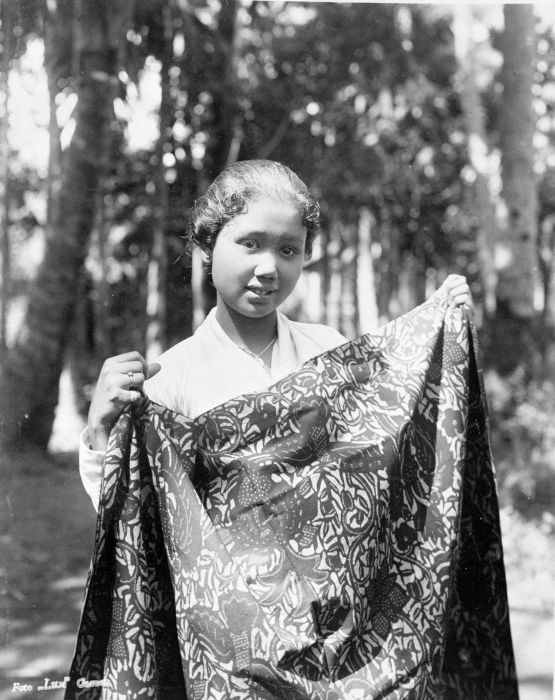
Een sarongverkoopster uit Garoet (1920-1940), Tropenmuseum